# Парагоминас

Парагоминас на карте штата.

Парагоминас (порт. Paragominas) — муниципалитет в Бразилии, входит в штат Пара. Составная часть мезорегиона Юго-восток штата Пара. Входит в экономико-статистический микрорегион Парагоминас. Население составляет 97 819 человек на 2010 год. Занимает площадь 19 342,250 км². Плотность населения — 5,06 чел./км².
Покровителем города считается Богоматерь де-Насаре.
Праздник города — 23 января.

## История
Город основан в 1965 году.

## Демография
Согласно сведениям, собранным в ходе переписи 2010 г. Национальным институтом географии и статистики (IBGE), население муниципалитета составляет:
| Полное население                               | Полное население                               | Полное население                               | Полное население                               | 97 819 |
| ---------------------------------------------- | ---------------------------------------------- | ---------------------------------------------- | ---------------------------------------------- | ------ |
| в том числе:                                   | Городское население                            | 76 511                                         | Процент городского населения, %                | 78,22  |
|                                                | Сельское население                             | 21 308                                         | Процент сельского населения, %                 | 21,78  |
|                                                | Мужское население                              | 49 267                                         | Процент мужского населения, %                  | 50,37  |
|                                                | Женское население                              | 48 552                                         | Процент женского населения, %                  | 49,63  |
| Плотность населения, чел/км²                   | Плотность населения, чел/км²                   | Плотность населения, чел/км²                   | Плотность населения, чел/км²                   | 5,06   |
| Население муниципалитета в % к населению штата | Население муниципалитета в % к населению штата | Население муниципалитета в % к населению штата | Население муниципалитета в % к населению штата | 1,29   |

По данным оценки 2015 года, население муниципалитета составляет 107 010 жителей.

## Статистика
- Валовой внутренний продукт на 2003 год составляет 507 758 000,00 реалов (данные: Бразильский институт географии и статистики).
- Валовой внутренний продукт на душу населения на 2003 год составляет 6104 реалов (данные: Бразильский институт географии и статистики).
- Индекс развития человеческого потенциала на 2006 год составляет 0,792 (данные: Программа развития ООН).

## География
Климат местности: экваториальный.

## Важнейшие населенные пункты
| №  | Населённый пункт | Населённый пункт (порт.) | Категория | Население чел. (2010) | На карте                       |
| -- | ---------------- | ------------------------ | --------- | --------------------- | ------------------------------ |
| 1  | Парагоминас      | Paragominas              | город     | 76 511                | 2°59′45″ ю. ш. 47°21′16″ з. д. |
| 2  | Нажибан          | Nagibão                  | поселок   | 6398                  | 3°01′45″ ю. ш. 47°27′44″ з. д. |
| 3  | Километро 12     | Km 12                    | поселок   | 2185                  | 3°00′24″ ю. ш. 47°24′32″ з. д. |
| 4  | Парагунорти      | Paragonorte              | поселок   | 1841                  | 2°56′45″ ю. ш. 46°44′46″ з. д. |
| 5  | Колония-Урайн    | Colônia Uraim            | поселок   | 792                   | 3°03′33″ ю. ш. 47°24′42″ з. д. |
| 6  | Вила-Униан       | Vila União               | поселок   | 512                   | 2°55′37″ ю. ш. 46°42′40″ з. д. |
| 7  | Далсан (Жагуари) | Dalsan ou Jaguare        | поселок   | 305                   | 3°25′23″ ю. ш. 48°20′19″ з. д. |
| 8  | Сан-Жуан         | São João                 | поселок   | 181                   | 3°21′51″ ю. ш. 47°15′22″ з. д. |
| 9  | Жуан-Бузи        | João Buzzi               | поселок   | 111                   | 3°43′22″ ю. ш. 48°04′02″ з. д. |
| 10 | Роза-Мадейра     | Rosa Madeira             | поселок   | 57                    | 3°00′02″ ю. ш. 47°27′25″ з. д. |